# Son Esteve
Son Esteve és una possessió fortificada situada al municipi d'Andratx, a Mallorca, concretament a prop de la variant sud que enllaça la carretera Palma-Andratx amb la del Port d'Andratx. Actualment les cases de la possessió es lloguen per esdeveniments.

## Etimologia i situació
Situada al camí de cas Vidals, entre el nucli d'Andratx i el Port d'Andratx, per on passava en època medieval situada el camí reial de Palma a la Palomera (Sant Elm), Son Esteve, que també fou anomenada Espasera, és una de les possessions més ben conservades del terme d'Andratx i a on més s'ha sabut conjugar el respecte al patrimoni amb una activitat econòmica moderna. Aquesta possessió era l'eix central de l'extensa alqueria islàmica de Alcaniç, que significa “la posada”. Comprenia, a més de Son Esteve, els rafals de Son Jofre de la Torre, Son Simó de la Costa, Son Xina, Son Prim, Son Armand i Andritxol. Les seves 700 quarterades confrontaven: a l'oest amb el rafal de Son Vic, que formava part de El Port; al sud amb Biniorella; a l'est amb Son Moner i la muntanya de Garrafa i al nord amb el torrent de sa Coma Calenta.

## Història
Les primeres dades de l'ocupació després de la Conquesta daten de l'any 1234, quan el bisbe de Barcelona la cedí en establiment a Joan Salvià. Tres anys més tard el bisbe el tornà a cedir a Pere Pescalord i la seva dona Ramona que havien comprat la finca a la viuda de Joan Salvià. La raó de tornar a establir l'alqueria va ser que l'anterior propietari no havia pagat certs censos i així els actuals propietaris es varen haver de comprometre a pagar cada any una quartera de blat. Posteriorment el matrimoni la donà a la seva filla, anomenada Saura i casada amb Pere Ferrer. L'any 1282 s'arrendava a Pere Jordà unes cases de l'alqueria i s'establia un cens anual de 2 morabatins a pagar per Sant Pere i Sant Feliu. El 1288 el matrimoni cedí a la seva filla Ferrera casada amb Pere Esper, matrimoni que en 1315 encara la posseïen.
L'any 1365 era de Jaume Negre, ciutadà, els fills del qual, Jaume, Elm, Antoni, Julià i Gabriel Negre, en escriptura de 19 de setembre de 1370 feta davant el notari Pere Ventayol, la cediren juntament amb el rafal Fidi, que s'havia deslligat al segle xiii i que seria conegut anys més tard com Andritxol, als germans Bartomeu i Antoni Torres, veïns d'Andratx. Aquests, el 9 de gener de 1372 subscriviren una acta de divisió de la finca a la Cúria del Pariatge. L'alqueria es dividí en diferents rafals quedant-se Antoni amb el rafal Fidi i tot el terreny comprés entre Alcaniç i l'actual Son Moner d'on es formaren després Son Simó, Son Prim, Can Pau i Son Xina. A Bartomeu li correspongué la part que comprenia Son Jofre, Son Esteve, Son Vic, Son Armand i Coll d'En Boix fins als límits de l'alqueria del Port, després Son Orlandis, i es reservà el dret d'abeurar els ramats a la font d'Andritxol. La següent referència correspon a una disputa entre la dona Mundina, viuda de Bonanat Massanet, i Bernat Mogadins per raó de l'alqueria Alcaniç.
Pel que respecta al segle xv no es tenen notícies de la possessió fins que el 1520 fou adquirida per Bartomeu Esteve, qui li donà el nom actual de Son Esteve. Als Estims de 1576 apareix a nom d'Antoni Pujol i en 1588 en mans de Taumet Pujol, llinatge que la tingué quasi dues centúries. En un capbreu de 1589, Antelm Pujol declara tenir el rafal dit Son Esteve que confronta amb Son Vic, el rafal de Guillem Porcell d'Andritxol, Son Fortuny, la muntanya i un tros de terra i garriga. Segons es desprèn del document, des de feia una sèrie d'anys ja se n'havia establit una part considerable, així apareixen Joan Jofre amb terra i pertinences i Bartomeu Jofre amb terra i olivar dit la Vela d'En Roig i part del Verger a la possessió que fou de Joan Esteve i que confrontava amb el rafal de Son Esteve.
A la segona meitat del segle xvii fou d'Antelm Pujol i el 1682 en un document consta que era del seu fill Guillem Pujol de Son Esteve i que devia a la Cúria del Pariatge 230 lliures del delme de bestiar. El 1692 Guillem Pujol de Son Esteve va fer testament i inventari dels seus béns. El seu fill Antelm Pujol, casat amb Maciana Jofre i Pujol la posseí fins a 1705, quan després de la seva mort la seva dona dictà testament a favor del seu net, Pere Joan Pujol i Pujol, fill de Margalida Pujol, la seva filla, i Mateu Pujol. L'any 1711, els fills i nets de l'anterior, cediren la finca, que es trobava carregada de deutes al noble Francesc Baltasar Thomàs, abans Sureda. El 1728 pertanyia a Agustí Sureda Valero i el 1750 era del mercader Martí Feliu. En aquest moment eren pertinences de la possessió el Camp des Tarongers, es Rieral, Ca Na Jofre, Can Benet i Can Castell i tenia cases, tafona, conreus de cereals, garroverars i vinya, que després fou substituïda per ametlers.
El 1755 Son Esteve passà a la família Santander a través dels Pizà a través d'una compra en subhasta pública de la Cúria del Pariatge. El dia 6 d'abril de 1756 la propietària de la possessió, Elionor Pizà, casada amb Ramon Santander, adquireix per subhasta pública un bocí de terra annexa a la possessió. El 1784 Elionor formalitzà davant la Cúria del Pariatge una permuta del territori pertanyent a Son Esteve, en concret es tractava del lloc anomenat el Vinyet de Son Esteve, on hi havia unes cases derruïdes, per mitja quarterada de terra que tenia el senyor Josep Alemany, natural d'Andratx. Aquesta mitja quarterada feia partió amb la terra de Joan Castanyer, amb la de Miquel Alemany de Morella i altres terres menors. L'any 1789 el viatger Jeroni Berard informa telegràficament sobre Son Esteve dient: “Son Esteve. Mitjà. Vinya. De don Manuel de Santander de Palma”.
A mitjan segle xix Son Esteve encara pertanyia a la família Santander. El 1854 Lluís Santander arrendà la possessió a Antoni Martorell, natural d'Andratx, a raó de 5700 lliures durant sis anys i entre 1863 i 1866 el mateix senyor se la tornà a llogar. El 1865 el propietari era de Ramon Santander, coronel d'Infanteria i enginyer director del Reials Exèrcits de Sa Majestat. L'Arxiduc Lluís Salvador informava que el 1860 comptava amb una superfície de 162 quarterades i que la possessió era una de les principals d'Andratx quant a la producció d'ametles i blat. La seva descripció sobre la possessió és aquesta: “Si des d'Andratx, en lloc d'anar cap a la muntanya, ens dirigim vers la mar cap al port, al qual porta una carretera bastant bona, tot d'una en haver sortit de la població passarem per davant l'hort de tarongers i hortalisses de Son Esteve, possessió que ens queda a la nostra esquerra una mica més amunt. La casa de possessió, no gaire gran, té una antiga torre quadrada i un pati; davant aquest hi ha un vell lledoner i darrere un aljub. En el fons de la vall, aquí bastant pla, hi creixen molts d'ametlers i tan sols alguns garrovers i figueres. A l'esquerra hi ha un pujol coronat per dos molins de vent, anomenat puig Andritxol, i davant nosaltres el puig de s'Enfront, que sembla tancar la vall, amb un molí de vent abandonat”.
El 1898 Son Esteve fou comprada per Jaume Roca Bauçà, autor teatral i cap del Partit Republicà d'Andratx, passant a la família Jofre. Així als anys trenta era Bernat Jofre Roca, polític republicà que assolí la batlia de Palma en 1932, i s'exilià a Veneçuela al final de la Guerra Civil. El 1995 la finca era de Pere Jofre Bosch, el seu fill i actualment és de la viuda i del fill de l'anterior, Antònia Bonet i Bernat Jofre Bonet. El 1998 es varen escometre obres de reforma per tal d'adaptar les cases a l'explotació turística, eliminant la única capella existent, i posteriorment es va obrir un agroturisme, el qual a dia d’avui ha cessat la seva activitat. L'any 2000 Son Esteve veié mutilat part del seu territori per la construcció de la Variant Sud, una via d'accés que desviava el trànsit cap al Port d'Andratx, que xapà per la meitat les terres de la possessió.

## Descripció de les cases
Tot i les malifetes descrites, s'ha de dir que les cases de Son Esteve són un dels millors exemples de conservació del patrimoni històric i arquitectònic de tot el terme d'Andratx i que els seus propietaris han sabut actualitzar el seu ús, a excepció de la capella, que forma part d’una habitació. Igual que les possessions de Son Fortuny, Son Orlandis, Son Jofre, Son Mas i s'Alqueria, a Son Esteve es posa de manifest el caràcter de fortalesa de les cases de possessió amb la imponent torre, l'element més important de tot el conjunt.
El conjunt arquitectònic de les cases s'organitza a partir d'una clastra central, a l'entorn de la qual es distribueixen els edificis. Aquesta disposició respon a reformes i adaptacions dels segles xviii i xix. Possiblement l'origen de les cases de l'alqueria Alcaniç fos la part sud del conjunt i posteriorment s'amplià cap al costat de llevant. A finals del XV s'alçà la torre de defensa, amb l'accés a través d'un portalet situat al primer pis de la cara nord-oest. Com s'ha vist en altres possessions del terme d'Andratx el seu accés es feia per la primera planta per raons de seguretat. S'ha de dir que en aquest moment s'hi afegí a la part baixa de la torre la tafona. L'any 1692 a l'inventari dels béns de Guillem Pujol de Son Esteve es deia que “dins dita possessió, unes cases amb torre alta, i tafona juntes, i dins la tafona tots els arreus com biga, quintar, truy, esportinador i affornal sense caldera”. A més l'edifici comptava a més amb la casa gran, la casa del menjador i la botiga.
Ja en època contemporània es tancà la clastra, s'adaptà l'escala que puja a la planta noble i es bastí la capella privada, avui en dia convertida en habitació.
La façana principal està orientada cap a mestral i mostra tres blocs clarament diferenciats: a l'esquerra, les cases principals amb dues plantes, amb dues finestres a la planta baixa i un balcó i una finestra balconera al primer pis i amb teulada a dos aiguavessos; al centre, el portal forà d'arc rodó i un edifici d'una planta coronat per la terrassa amb balustrada que dona accés a la torre i també hi ha un finestró arrodonit a la dreta, que correspon a l'antiga capella; i a la dreta està la cotxeria i s'aixeca la torre de defensa amb planta quadrada presenta matacans i espitlleres i té teulada a dos aiguavessos.
El vestíbul o entrada mostra a la dreta l'espai destinat antigament a capella, on hi havia un retaule dedicat a sant Bartomeu. Té coberta de volta de canó. Actualment serveix de despatx de les cases. La clastra presenta planta quadrada, té sòl empedrat i mostra un coll de cisterna de secció octogonal. Els blocs de gregal i xaloc es corresponen amb les cases principals i a llebeig hi ha l'edifici de la tafona i del porxo. A l'esquerra de l'entrada arranca una escala que puja al pis dels senyors. Aquesta escala comunica amb una gran naia sustentada per dos arcs rebaixats.
La tafona és una de les estances més singulars de les cases, espai que ja fou documentat a finals del segle xvii. L'actual tafona és fruit d'una reforma del segle xix, compta amb maquinària del segle XX i s'accedeix a través d'un portal d'arc rodó dovellat. L'interior ocupa una gran sala separada per pilastres rectangulars des d'on arrenquen dos arcs rebaixats. A la dreta de l'accés se situa una estança coberta per una gran volta, emprada un temps com a magatzem. Al fons hi ha la sala dels safareigs d'oli, ubicada per davall del nivell sòl i que es correspon amb la planta baixa de la torre i que es troba coberta per una gran volta de canó. Sota el segon arc de la sala de la tafona hi ha la fornal, l'esportinador de pedra i un motor d'impulsió d'aigua i a l'esquerra se situa la premsa mecanitzada, d'estructura molt poc corrent a Mallorca. S'accionava a partir de la força de la bístia des del trull amb l'ajut manual de dues rodes laterals. Al centre del tercer arc hi ha el trull. De l'antiga biga encara resten dues espigues i un quitar situat vora el portal. Al fons de la sala s'obren quatre graners coberts per volta de canó i d'aquí es pot accedir a la part posterior de les cases a través d'unes estances estretes que sembla eren part més primitives de les cases.
L'interior de la torre presenta quatre plantes d'alçat i té accés, com ja s'ha esmentat, des de la terrassa de damunt la façana a través d'un primitiu portal de llinda que es va rebaixar per la construcció de la terrassa. A la segona planta es guarda la clau de volta on hi ha un relleu de dos escuts i aquí arrenca una escala de caragol, tancada per una caixa. A la tercera planta es troba un dels tresors de Son Esteve, on es conserven pintures al fresc del segle xviii. Concretament són tres pintures que representen la Mare de Déu del Carme, patrona dels navegants, Sant Elm, protector també de mariners, i Santa Caterina. El pis superior era dedicat a colomer i presenta una coberta suportada per cavalls de fusta.
L'interior de les cases principals es distribueix a partir d'un gran vestíbul, comunicat amb la clastra a través d'un portalet de llinda situat sota l'escala. Des del punt de vista arquitectònic destaca el menjador, de planta rectangular i amb una gran coberta de volta rebaixada, que possiblement respongui a una de les sales més primitives del conjunt i que antigament era ocupada pels estables i per les estances dels missatges. De les cambres dedicades actualment a agroturisme, es conserva l'antiga cambra de l'amo. De la casa dels senyors, al primer pis, destaquen els mobles, alguns provinents del Gran Hotel de Palma, i la cambra amb llit d'estil Imperi, i amb un nínxol amb una imatge de la Immaculada.